# Galaxie Radio
 (avril 2018).
Si vous disposez d'ouvrages ou d'articles de référence ou si vous connaissez des sites web de qualité traitant du thème abordé ici, merci de compléter l'article en donnant les références utiles à sa vérifiabilité et en les liant à la section « Notes et références ».
Galaxie est une station de radio française musicale créé en 1981, diffusant ses programmes dans la métropole lilloise du département du Nord, en France, dans le monde en streaming. Elle est spécialisée dans la diffusion de musique électronique.

## Historique
Galaxie est une radio libre créée en 1981 à Wattrelos par une cinquantaine de passionnés de radio. À l'origine, elle était une radio locale associative généraliste. De nombreux formats se sont succédé pendant les 10 premières années, pour finalement se spécialiser au début des années 1990 dans les nouvelles musiques électroniques.
De 1983 à 1995, Philippe Dhondt est animateur/DJ sur Galaxie. De 1992 à fin 1993, il invente des histoires sur un personnage baptisé Boris, sur fond de musique trance. En 1996, Philippe Dhondt, alias Boris, sort le tube Soirée disco. 
Depuis novembre 2015, la radio électro lilloise a rejoint le groupement des Indés Radio. 
En juillet 2016, l'application pour smartphones et tablettes GalaxieRadio est lancée.
En septembre 2018, le CSA (Conseil Supérieur de l'Audiovisuel) valide le dossier de passage en Catégorie B.
En Mars 2025 , Nouvel émetteur FM à Arras sur 95.3 . En Mai 2025 , nouveaux émetteurs DAB+ à Calais, Boulogne-sur-Mer , Montreuil Berck Le Touquet .

## Programmation
Galaxie Radio diffuse 24h/24h et 7j/7 un programme musical et chanson alliant à la fois nouveautés et titres qui ont marqué l'histoire des musiques électroniques. 
Galaxie Radio, dans sa programmation musicale, met en avant les producteurs français de musiques électroniques. 
Le contenu éditorial de la radio est axé sur la culture des musiques électroniques et chansons au niveau local mais aussi national. 
Afin de diversifier son offre musicale et de diffuser tous les styles de musiques, Galaxie Radio propose plusieurs Webradios :
- Galaxie Vintage : tous les morceaux fondateurs du mouvement house electro techno acid des années 90 à 2000.
- Galaxie New Wave : entièrement consacrée au style new wave.
- Galaxie Lounge : diffuse uniquement des titres de musique lounge.
- Galaxie IA

## Diffusion
Les programmes de Galaxie Radio peuvent être captés sur Lille et Arras, sur la bande FM, à la fréquence de 95,3 MHz, en DAB+ sur la région Nord Pas De Calais, mais aussi partout dans le monde via la diffusion en streaming et l'application Galaxie Radio disponible sur GooglePlay ou l'AppleStore mais aussi sur le DAB+.